# Jan Wegereef
Jan Wegereef (ur. 17 stycznia 1962 w Rijssen) – holenderski sędzia piłkarski. Obecnie mieszka w Hellevoetsluis. Sędziował jeden mecz Mundialu 2002 i 12 meczów Ligi Mistrzów (stan na 6 listopada 2006).